# Helvia Recina Volley Macerata 2023-2024
Questa voce raccoglie le informazioni riguardanti l'Helvia Recina Volley Macerata nelle competizioni ufficiali della stagione 2023-2024.

## Stagione
Nella stagione 2023-24 l'Helvia Recina Volley Macerata assume la denominazione sponsorizzata di Cbf Balducci Hr Macerata.
Partecipa per la quarta volta al campionato di Serie A2 terminando il girone B della regular season al primo posto in classifica; nella pool promozione giunge al quinto posto, ottenendo l'accesso ai play-off promozione dove viene sconfitta in semifinale dalla Futura Giovani.
A seguito del primo posto in classifica al termine del girone di andata, si qualifica per la Coppa Italia di Serie A2 dove viene superata nei quarti di finale dal Sant'Anna.

## Organigramma societario
Area direttiva
- Presidente: Pietro Paolella
- Team manager: Lucia Bosetti
- Direttore sporrtivo: Maurizio Storani
- Logistic manager: Dini Principi

Area tecnica
- Allenatore: Stefano Saja (fino al 12 gennaio 2024), Michele Carancini (dal 12 gennaio 2024)
- Allenatore in seconda: Stefano Saja (fino al 12 gennaio 2024), Nicola Bacaloni (dal 12 gennaio 2024)
- Scoutman: Marco Malatini

Area comunicazione
- Responsabile uffcio stampa: Matteo Lattanza
- Responsabile web e audio/video: Daniele Maceratesi
- Fotografo: Roberto Bartomeoli

Area marketing
- Responsabile marketing: Pamela Marchionni

Area sanitaria
- Responsabile sanitario: Pier Damiano Bertini
- Medico: Francesco Maracci, Sergio Giorgetti
- Preparatore atletico: Gabriele Rudi
- Fisioterapista: Federica Ancidei, Nicola Gigli
- Osteopata: Matteo Ricci
- Nutrizionista: Greta Accoroni
- Podologa: Elisa Pigliapoco

## Rosa
| N° | Nome               | Ruolo | Data di nascita   | Nazionalità sportiva |
| -- | ------------------ | ----- | ----------------- | -------------------- |
| 13 | Piia Korhonen      | O     | 12 gennaio 1997   | Finlandia            |
| 1  | Giulia Bresciani   | L     | 27 settembre 1992 | Italia               |
| 2  | Arianna Vittorini  | S     | 5 settembre 2002  | Italia               |
| 3  | Alessia Bolzonetti | S     | 15 febbraio 2002  | Italia               |
| 4  | Alessia Masciullo  | P     | 11 novembre 2004  | Italia               |
| 6  | Aurora Morandini   | L     | 14 luglio 2000    | Italia               |
| 7  | Asia Bonelli       | P     | 4 settembre 2000  | Italia               |
| 8  | Alessia Mazzon     | C     | 17 agosto 1998    | Italia               |
| 9  | Giorgia Quarchioni | S     | 3 aprile 1995     | Italia               |
| 10 | Danijela Džaković  | O     | 4 maggio 1994     | Montenegro           |
| 11 | Laura Broekstra    | C     | 3 gennaio 1997    | Germania             |
| 12 | Federica Busolini  | C     | 22 luglio 1999    | Italia               |
| 14 | Alessia Fiesoli    | S     | 25 maggio 1994    | Italia               |
| 16 | Giada Civitico     | C     | 5 dicembre 2000   | Italia               |
| 18 | Federica Stroppa   | O     | 9 febbraio 1997   | Italia               |

## Mercato
| Acquisti | Acquisti           | Acquisti         | Acquisti   |
| R.       | Nome               | da               | Modalità   |
| -------- | ------------------ | ---------------- | ---------- |
| S        | Alessia Bolzonetti | Adolfo Consolini | definitivo |
| P        | Asia Bonelli       | Trentino         | definitivo |
| L        | Giulia Bresciani   | AGIL             | definitivo |
| C        | Laura Broekstra    | Neuwied          | definitivo |
| C        | Federica Busolini  | Idea Sassuolo    | definitivo |
| C        | Giada Civitico     | Idea Sassuolo    | definitivo |
| O        | Danijela Džaković  | Assitec          | definitivo |
| O        | Piia Korhonen      | Soverato         | definitivo |
| P        | Alessia Masciullo  | Idea Sassuolo    | definitivo |
| C        | Alessia Mazzon     | Saint-Raphaël    | definitivo |
| L        | Aurora Morandini   | Valdarninsieme   | definitivo |
| O        | Federica Stroppa   | Alba             | definitivo |
| S        | Arianna Vittorini  | Idea Sassuolo    | definitivo |

| Cessioni | Cessioni           | Cessioni              | Cessioni   |
| R.       | Nome               | a                     | Modalità   |
| -------- | ------------------ | --------------------- | ---------- |
| S        | Symone Abbott      | Athletes Unlimited    | definitivo |
| C        | Freya Aelbrecht    | Târgu Mureș           | definitivo |
| S        | Claire Chaussee    | Athletes Unlimited    | definitivo |
| C        | Francesca Cosi     | Pinerolo              | definitivo |
| P        | Laura Dijkema      | Megavolley            | definitivo |
| L        | Silvia Fiori       | Alba                  | definitivo |
| O        | Piia Korhonen      | ?                     | svincolata |
| S        | Aleksandra Lipska  | Pałac Bydgoszcz       | definitivo |
| O        | Polina Malik       | Millenium Brescia     | definitivo |
| C        | Beatrice Molinaro  | Cuneo Granda          | definitivo |
| L        | Francesca Napodano | Montecchio Maggiore   | definitivo |
| O        | Akuabata Okenwa    | Soverato              | definitivo |
| C        | Aurora Poli        | Futura Teramo         | definitivo |
| P        | Maria Irene Ricci  | Wealth Planet Perugia | definitivo |

## Risultati

### Serie A2

#### Girone di andata
| 1ª Giornata - 8 ottobre 2023 PalaFontescodella, Macerata                        | Helvia Recina    | 1 - 3 | Montecchio Maggiore  | 25-18, 23-25, 23-25, 28-30        |
| 2ª Giornata - 15 ottobre 2023 PalaRadi, Cremona                                 | Esperia          | 2 - 3 | Helvia Recina        | 25-15, 14-25, 19-25, 25-21, 12-15 |
| 3ª Giornata - 22 ottobre 2023 PalaFontescodella, Macerata                       | Helvia Recina    | 3 - 2 | Mondovì              | 20-25, 21-25, 25-18, 25-22, 17-15 |
| 4ª Giornata - 29 ottobre 2023 PalaCoim, Offanengo                               | Offanengo        | 1 - 3 | Helvia Recina        | 22-25, 25-20, 16-25, 14-25        |
| 5ª Giornata - 1º novembre 2023 PalaFontescodella, Macerata                      | Helvia Recina    | 3 - 0 | Lecco Picco          | 25-21, 25-19, 25-21               |
| 6ª Giornata - 5 novembre 2023 Palazzetto dello Sport, San Giovanni in Marignano | Adolfo Consolini | 1 - 3 | Helvia Recina        | 25-21, 23-25, 19-25, 17-25        |
| 7ª Giornata - 12 novembre 2023 PalaFontescodella, Macerata                      | Helvia Recina    | 3 - 0 | Vallecamonica Sebino | 25-19, 25-21, 25-22               |
| 8ª Giornata - 19 novembre 2023 Palasport Da Copertino, Lecce                    | Melendugno       | 0 - 3 | Helvia Recina        | 23-25, 23-25, 21-25               |
| 9ª Giornata - 22 novembre 2023 PalaFontescodella, Macerata                      | Helvia Recina    | 3 - 0 | Hermaea              | 25-16, 25-21, 25-13               |

#### Girone di ritorno
| 10ª Giornata - 26 novembre 2023 PalaFerroli, San Bonifacio  | Montecchio Maggiore  | 1 - 3 | Helvia Recina    | 23-25, 31-33, 25-22, 23-25        |
| 11ª Giornata - 3 dicembre 2023 PalaFontescodella, Macerata  | Helvia Recina        | 3 - 1 | Esperia          | 25-19, 23-25, 25-11, 25-19        |
| 12ª Giornata - 10 dicembre 2023 PalaManera, Mondovì         | Mondovì              | 2 - 3 | Helvia Recina    | 27-25, 20-25, 23-25, 25-23, 13-15 |
| 13ª Giornata - 16 dicembre 2023 PalaFontescodella, Macerata | Helvia Recina        | 0 - 3 | Offanengo        | 19-25, 22-25, 24-26               |
| 14ª Giornata - 23 dicembre 2023 PalaBione, Lecco            | Lecco Picco          | 2 - 3 | Helvia Recina    | 27-25, 21-25, 25-18, 11-25, 6-15  |
| 15ª Giornata - 26 dicembre 2023 PalaFontescodella, Macerata | Helvia Recina        | 3 - 0 | Adolfo Consolini | 25-15, 25-13, 25-21               |
| 16ª Giornata - 7 gennaio 2024 Pala CBL, Costa Volpino       | Vallecamonica Sebino | 1 - 3 | Helvia Recina    | 23-25, 26-24, 18-25, 21-25        |
| 17ª Giornata - 14 gennaio 2024 PalaFontescodella, Macerata  | Helvia Recina        | 3 - 1 | Melendugno       | 25-18, 20-25, 25-21, 25-20        |
| 18ª Giornata - 21 gennaio 2024 Geopalace, Olbia             | Hermaea              | 1 - 3 | Helvia Recina    | 25-23, 23-25, 15-25, 16-25        |

#### Pool promozione
| 1ª Giornata - 28 gennaio 2024 PalaEvangelisti, Perugia                 | Wealth Planet Perugia | 3 - 1 | Helvia Recina         | 25-21, 25-12, 24-26, 25-19        |
| 2ª Giornata - 4 febbraio 2024 PalaFontescodella, Macerata              | Helvia Recina         | 0 - 3 | Talmassons            | 21-25, 15-25, 21-25               |
| 3ª Giornata - 10 febbraio 2024 PalaFontescodella, Macerata             | Helvia Recina         | 3 - 2 | Alba                  | 25-27, 25-17, 25-23, 17-25, 16-14 |
| 4ª Giornata - 14 febbraio 2024 PalaRescifina, Messina                  | Sant'Anna             | 3 - 1 | Helvia Recina         | 25-12, 17-25, 28-26, 25-19        |
| 5ª Giornata - 25 febbraio 2024 PalaFontescodella, Macerata             | Helvia Recina         | 3 - 2 | Futura Giovani        | 25-17, 25-22, 19-25, 17-25, 15-11 |
| 6ª Giornata - 3 marzo 2024 PalaFontescodella, Macerata                 | Helvia Recina         | 2 - 3 | Wealth Planet Perugia | 11-25, 25-21, 25-19, 21-25, 11-15 |
| 7ª Giornata - 10 marzo 2024 Palazzetto dello Sport, Lignano Sabbiadoro | Talmassons            | 3 - 0 | Helvia Recina         | 25-23, 25-19, 25-20               |
| 8ª Giornata - 16 marzo 2024 PalaFrancescucci, Casnate con Bernate      | Alba                  | 0 - 3 | Helvia Recina         | 26-28, 20-25, 17-25               |
| 9ª Giornata - 24 marzo 2024 PalaFontescodella, Macerata                | Helvia Recina         | 3 - 1 | Sant'Anna             | 25-13, 25-20, 22-25, 25-22        |
| 10ª Giornata - 29 marzo 2024 PalaBorsani, Castellanza                  | Futura Giovani        | 3 - 1 | Helvia Recina         | 25-16, 16-25, 25-18, 25-14        |

#### Play-off promozione
| Semifinali (gara 1) - 6 aprile 2024 PalaBorsani, Castellanza     | Futura Giovani | 3 - 2 | Helvia Recina  | 25-16, 25-23, 17-25, 14-25, 15-12 |
| Semifinali (gara 2) - 10 aprile 2024 PalaFontescodella, Macerata | Helvia Recina  | 0 - 3 | Futura Giovani | 16-25, 18-25, 10-25               |

### Coppa Italia di Serie A2
| 1ª Giornata - 10 gennaio 2024 PalaFontescodella, Macerata | Helvia Recina | 0 - 3 | Sant'Anna | 21-25, 25-27, 20-25 |

## Statistiche

### Statistiche di squadra
| Competizione             | Punti | In casa | In casa | In casa | In trasferta | In trasferta | In trasferta | Totale | Totale | Totale |
| Competizione             | Punti | G       | V       | P       | G            | V            | P            | G      | V      | P      |
| ------------------------ | ----- | ------- | ------- | ------- | ------------ | ------------ | ------------ | ------ | ------ | ------ |
| Serie A2                 | 55    | 15      | 10      | 5       | 15           | 10           | 5            | 30     | 20     | 10     |
| Coppa Italia di Serie A2 | -     | 1       | 0       | 1       | 0            | 0            | 0            | 1      | 0      | 1      |
| Totale                   | -     | 16      | 10      | 6       | 15           | 10           | 5            | 31     | 20     | 11     |

G = partite giocate; V = partite vinte; P = partite perse 

### Statistiche dei giocatori
| Giocatore     | Serie A2 | Serie A2 | Serie A2 | Serie A2 | Serie A2 | Coppa Italia di Serie A2 | Coppa Italia di Serie A2 | Coppa Italia di Serie A2 | Coppa Italia di Serie A2 | Coppa Italia di Serie A2 | Totale | Totale | Totale | Totale | Totale |
| Giocatore     | P        | PT       | AV       | MV       | BV       | P                        | PT                       | AV                       | MV                       | BV                       | P      | PT     | AV     | MV     | BV     |
| ------------- | -------- | -------- | -------- | -------- | -------- | ------------------------ | ------------------------ | ------------------------ | ------------------------ | ------------------------ | ------ | ------ | ------ | ------ | ------ |
| A. Bolzonetti | 29       | 338      | 287      | 15       | 36       | 1                        | 0                        | 0                        | 0                        | 0                        | 30     | 338    | 287    | 15     | 36     |
| A. Bonelli    | 30       | 97       | 40       | 35       | 22       | 1                        | 1                        | 1                        | 0                        | 0                        | 31     | 98     | 41     | 35     | 22     |
| G. Bresciani  | 30       | 0        | 0        | 0        | 0        | 1                        | 0                        | 0                        | 0                        | 0                        | 31     | 0      | 0      | 0      | 0      |
| L. Broekstra  | 7        | 30       | 22       | 6        | 2        | -                        | -                        | -                        | -                        | -                        | 7      | 30     | 22     | 6      | 2      |
| F. Busolini   | 8        | 33       | 22       | 8        | 3        | 0                        | 0                        | 0                        | 0                        | 0                        | 8      | 33     | 22     | 8      | 3      |
| G. Civitico   | 26       | 160      | 121      | 27       | 12       | 1                        | 11                       | 10                       | 0                        | 1                        | 27     | 171    | 131    | 27     | 13     |
| D. Džaković   | 4        | 8        | 8        | 0        | 0        | -                        | -                        | -                        | -                        | -                        | 4      | 8      | 8      | 0      | 0      |
| A. Fiesoli    | 30       | 387      | 335      | 45       | 7        | 1                        | 11                       | 9                        | 2                        | 0                        | 31     | 398    | 344    | 47     | 7      |
| P. Korhonen   | 16       | 172      | 152      | 11       | 9        | 0                        | 0                        | 0                        | 0                        | 0                        | 16     | 172    | 152    | 11     | 9      |
| A. Masciullo  | 1        | 0        | 0        | 0        | 0        | 0                        | 0                        | 0                        | 0                        | 0                        | 1      | 0      | 0      | 0      | 0      |
| A. Mazzon     | 30       | 376      | 282      | 71       | 23       | 1                        | 10                       | 10                       | 0                        | 0                        | 31     | 386    | 292    | 71     | 23     |
| A. Morandini  | 4        | 0        | 0        | 0        | 0        | 0                        | 0                        | 0                        | 0                        | 0                        | 4      | 0      | 0      | 0      | 0      |
| G. Quarchioni | 0        | 0        | 0        | 0        | 0        | 0                        | 0                        | 0                        | 0                        | 0                        | 0      | 0      | 0      | 0      | 0      |
| F. Stroppa    | 22       | 181      | 167      | 10       | 4        | 1                        | 5                        | 5                        | 0                        | 0                        | 23     | 186    | 172    | 10     | 4      |
| A. Vittorini  | 23       | 125      | 117      | 6        | 2        | 1                        | 7                        | 6                        | 0                        | 1                        | 24     | 132    | 123    | 6      | 3      |

P = presenze; PT = punti totali; AV = attacchi vincenti; MV = muri vincenti; BV = battute vincenti